# Ферманн, Ральф
Ральф Фе́рманн (нем. Ralf Fährmann; 27 сентября 1988, Карл-Маркс-Штадт, ГДР) — немецкий футболист, вратарь клуба «Шальке 04».

## Карьера
Ферманн дебютировал за «Шальке 04» 13 сентября 2008 года в гостевом матче против «Боруссии» из Дортмунда. 16 сентября 2008 года он сыграл свой первый матч в европейских турнирах с клубом АПОЭЛ в Кубке УЕФА.
После сезона 2008/09 Ферманн покинул «Шальке 04» и ушёл в «Айнтрахт» на правах свободного агента.
1 июня 2011 года Ферманн подписал четырёхлетний контракт с «Шальке 04». Первый после возвращения матч Ферманна в составе «Шальке 04» был против дортмундской «Боруссии», тогда Ферманн стал лучшим игроком матча, который его команда выиграла по пенальти 4:3, причём два удара с пенальти взял Ральф. 4 мая 2014 года Ферманн продлил контракт с «Шальке» до 2019 года.
5 июля 2019 года Ферманн отправился в аренду в английский клуб «Норвич Сити», где был резервным вратарём. В Премьер-лиге Ферманн сыграл лишь один матч с «Кристал Пэлас», в первом тайме которого получил травму и был заменён, а также две кубковых игры. Не получая в Англии достаточно игровой практики, 10 марта 2020 года Ферманн покинул «Норвич» и отправился в аренду в норвежский клуб «Бранн». Но из-за пандемии COVID-19 уже в апреле он досрочно вернулся в Германию, не успев сыграть за «Бранн» ни одного официального матча.

## Достижения
- Чемпион Германии (до 19): 2005/06
- Обладатель Суперкубка Германии: 2011
- Вице-чемпион Германии: 2017/18
- Победитель Второй Бундеслиги: 2021/22

## Личная жизнь
Брат Ральфа, Фальк Ферманн, является профессиональным футболистом, который в сезоне 2009/10 играл за «Цвиккау».